# إرنست باومايستر
إرنست باومايستر (بالألمانية: Ernst Baumeister) مواليد 22 يناير 1957 في فيينا، النمسا، هو لاعب كرة قدم نمساوي دولي سابق كان يلعب كلاعب وسط. اعتزل اللعب عام 1992. سبق له أن لعب في كأس العالم لكرة القدم مع منتخب بلاده. بدأ مسيرته الرياضية عام 1974. لعب خلال مسيرته 415 مباراة سجل خلالها 51 هدفاً.

## المسيرة الاحترافية

### أندية لعب لها
- أوستريا فيينا
- أدميرا فاكر مودلينغ